# Marcus Nyman
Marcus Victor Jan Nyman (* 14. August 1990 in Tullinge, Gemeinde Botkyrka) ist ein schwedischer Judoka. Er war Weltmeisterschaftsdritter 2021 und 2023 sowie Europameister 2010 im Mittelgewicht, der Gewichtsklasse bis 90 Kilogramm. Er trägt den 2. Dan.

## Sportliche Karriere
Der 1,89 m große Marcus Nyman war 2008 schwedischer Meister. Bei den U20-Europameisterschaften belegte er 2008 den fünften Platz. Einen Monat nach den Junioreneuropameisterschaften gewann er eine Bronzemedaille bei den Juniorenweltmeisterschaften. 2009 gewann er zunächst die schwedischen Meisterschaften und dann auch die U20-Europameisterschaften. Bei den Europameisterschaften 2010 in Wien bezwang er im Halbfinale den Österreicher Max Schirnhofer und im Finale den Georgier Warlam Liparteliani. Eine Woche später siegte er auch bei den schwedischen Meisterschaften. 2011 siegte er beim Grand-Prix-Turnier in Düsseldorf. Bei den Europameisterschaften 2011 in Istanbul unterlag er Warlam Liparteliani im Viertelfinale. Mit Siegen in der Hoffnungsrunde gegen den Türken Yunus Emre Bayindir und den Polen Robert Krawczyk erkämpfte sich Nyman eine Bronzemedaille. Bei den Olympischen Spielen 2012 in London schied er in seinem ersten Kampf gegen den Usbeken Dilshod Choriyev aus.
In den folgenden Jahren gelang Nyman kein größerer internationaler Erfolg, so schied er bei den Europaspielen 2015 in seinem ersten Kampf gegen den Ungarn Krisztián Tóth aus. Ende 2015 belegte er den dritten Platz beim Grand Slam in Abu Dhabi. Anfang 2016 gewann er das Grand-Prix-Turnier in Düsseldorf und belegte kurz darauf beim Grand-Prix-Turnier in Tiflis den zweiten Platz hinter dem Niederländer Noël van ’t End. Bei den Europameisterschaften 2016 in Kasan unterlag er im Viertelfinale dem Polen Piotr Kuczera. In der Hoffnungsrunde bezwang er den Ukrainer Quedjau Nhabali und erhielt eine Bronzemedaille, da der Franzose Alexandre Iddir zum Kampf um Bronze nicht antreten durfte. Nach den Europameisterschaften siegte Nyman bei den Grand-Slam-Turnieren in Baku und in Tjumen. Bei den Olympischen Spielen 2016 in Rio de Janeiro unterlag er im Viertelfinale dem Chinesen Cheng Xunzhao. Nach einem Sieg über Alexandre Iddir verlor Nyman den Kampf um Bronze gegen den Südkoreaner Gwak Dong-han.
Nach einer längeren Wettkampfpause kehrte Nyman 2019 zurück. Bei den Weltmeisterschaften 2019 in Tokio bezwang er im Viertelfinale Krisztián Tóth. Nach einer Halbfinalniederlage gegen den Japaner Shoichiro Mukai unterlag Nyman im Kampf um Bronze dem Franzosen Axel Clerget. Einen Monat nach den Weltmeisterschaften siegte er beim Grand-Prix-Turnier in Taschkent. Ende März 2021 gewann Nyman beim Grand-Slam-Turnier in Tiflis, eine Woche später siegte er auch beim Grand-Slam-Turnier in Antalya. Bei den Europameisterschaften 2021 in Lissabon unterlag er im Achtelfinale dem Serben Nemanja Majdov. Anderthalb Monate später unterlag Nyman im Viertelfinale der Weltmeisterschaften in Budapest dem Ungarn Krisztián Tóth. Mit Siegen über den Kasachen Islam Bosbajew und den Japaner Kenta Nagasawa erkämpfte Nyman eine Bronzemedaille. Bei den Olympischen Spielen in Tokio schied Nyman im Achtelfinale gegen den Spanier Nikoloz Sherazadishvili aus.
Sein erstes großes Turnier seit den Olympischen Spielen bestritt Nyman im November 2022, als er im Finale des Grand-Slam-Turniers von Baku den Serben Nemanja Majdov besiegte. Im Mai 2023 bei den Weltmeisterschaften in Doha verlor er im Viertelfinale gegen den Japaner Sanshiro Murao. Nach einem Sieg in der Hoffnungsrunde bezwang Nyman im Kampf um Bronze den Italiener Christian Parlati.
Nach den Olympischen Sommerspielen 2024 beendete Nyman seine Judokarriere und nahm seinen Beruf als Aufzugsmechaniker wieder auf.
Seinen letzten Auftritt in der Ersten Österreichischen Judo Bundesliga hatte er im November 2024.